# Voltron: Legendärer Verteidiger
Voltron: Legendärer Verteidiger (Originaltitel: Voltron: Legendary Defender) ist eine US-amerikanische Animationsserie, die zwischen 2016 und 2018 auf Netflix veröffentlicht wurde. Die Serie ist eine Adaption der Anime-Serie Voltron, wie bereits Voltron: The Third Dimension und Voltron Force.

## Handlung
Die vier Teenager Keith, Lance, Hunk, Pidge und Shiro, der einzige Erwachsene, befinden sich in einer Zeit, in der die Menschheit dabei ist, die Galaxis zu kolonisieren. Dabei scheinen sie die einzige Hoffnung im Kampf gegen König Zarkon und seiner Außerirdischenarmee zu sein. Hierbei steuert jeder von ihnen einen Roboter-Löwen, die zusammen die Allzweckwaffe Voltron ergeben.

## Besetzung
Die Synchronisation der Serie wurde bei der Hermes Synchron nach Dialogbüchern und unter der Dialogregie von Andreas Pollak erstellt.
| Rolle                  | Englischer Sprecher         | Deutscher Sprecher                                   |
| ---------------------- | --------------------------- | ---------------------------------------------------- |
| Shiro / Schwarzer Löwe | Josh Keaton                 | Fabian Oscar Wien                                    |
| Keith / Roter Löwe     | Steven Yeun                 | Wanja Gerick                                         |
| Lance / Blauer Löwe    | Jeremy Shada                | Lukas Schust (Staffel 1–6) Linus Drews (Staffel 7–8) |
| Pidge / Grüner Löwe    | Bex Taylor-Klaus            | Olivia Büschken                                      |
| Hunk / Gelber Löwe     | Tyler Labine                | Sebastian Kluckert                                   |
| Prinzessin Allura      | Kimberly Brooks             | Lisa May-Mitsching                                   |
| Coran                  | Rhys Darby                  | Matthias Klages                                      |
| König Zarkon           | Neil Kaplan                 | Hans-Eckart Eckhardt                                 |
| Haggar                 | Cree Summer                 | Katrin Zimmermann                                    |
| Prinz Lotor            | A.J. Locascio Mark Hildreth | Michael Ernst                                        |
| König Alfor            | Keith Ferguson              | Oliver Siebeck                                       |

## Produktion und Veröffentlichung
Die Serie wurde 2016 für und auf Netflix produziert und veröffentlicht. Produziert wurde die Serie von DreamWorks Animation und World Events Productions und animiert von Studio Mir. Netflix bestellte 78 Episoden der Serie.
Erstmals verbreitet wurde die Serie am 10. Juni 2016 auf Netflix. Die zweite Staffel wurde erstmals am 20. Januar 2017, die dritte Staffel erstmals am 4. August 2017 und die vierte Staffel erstmals im Oktober 2017 veröffentlicht. Staffel fünf erschien am 2. März 2018. Die sechste Staffel erschien am 15. Juni 2018. Staffel sieben wurde am 10. August 2018 veröffentlicht und mit der achten Staffel am 14. Dezember 2018 wurde die Serie beendet.

## Episodenliste

### Staffel 1
Auf Netflix wurden die ersten drei Episoden zu einem Dreiteiler zusammengeschnitten. Auf anderen Streaming-Plattformen und DVD wird der Dreiteiler einzeln aufgeführt.
| Nr. | deutscher Titel                     | englischer Titel                                                                             |
| 1–3 | Die Entstehung von Voltron          | The Rise of Voltron 1: The New Alliance 2: From Days of Long Ago 3:Defenders of the Universe |
| 4   | Gemeinsam sind wir stark            | Some Assembly Required                                                                       |
| 5   | Die Rückkehr des Gladiators         | Return of the Gladiator                                                                      |
| 6   | Invasion im Schloss der Löwen       | The Fall of the Castle of Lions                                                              |
| 7   | Tränen des Balmera                  | Tears of the Balmera                                                                         |
| 8   | Aufbruch zur Rettung des Universums | Taking Flight                                                                                |
| 9   | Rückkehr nach Balmera               | Return to the Balmera                                                                        |
| 10  | Wiedergeburt                        | Rebirth                                                                                      |
| 11  | Vergiftete Gedanken                 | Crystal Venom                                                                                |
| 12  | Gefährliche Informationsbeschaffung | Collection and Extraction                                                                    |
| 13  | Der schwarze Paladin                | The Black Paladin                                                                            |

### Staffel 2
Der deutsche Titel von Episode 24 bzw. 2.11 hat denselben deutschen Titel wie Episode neun der ersten Staffel.
| Nr. | deutscher Titel             | englischer Titel        |
| 14  | Reise ins Nichts            | Across the Universe     |
| 15  | Königin Luxia               | The Depths              |
| 16  | Shiros Flucht               | Shiro’s Escape          |
| 17  | Der magische Kubus          | Greening the Cube       |
| 18  | Im Auge des Sturms          | Eye of the Storm        |
| 19  | Die Arche                   | The Ark of Taujeer      |
| 20  | Das Weltraumeinkaufszentrum | Space Mall              |
| 21  | Die Klinge von Marmora      | The Blade of Marmora    |
| 22  | Im Bauch des Weblums        | The Belly of the Weblum |
| 23  | Flucht von Beta Traz        | Escape from Beta Traz   |
| 24  | Rückkehr nach Balmera       | Stayin’ Alive           |
| 25  | Ein genialer Plan           | Best Laid Plans         |
| 26  | Der Stromausfall            | Blackout                |

### Staffel 3
| Nr. | deutscher Titel            | englischer Titel      |
| 27  | Wachablösung               | Changing of the Guard |
| 28  | Roter Paladin              | Red Paladin           |
| 29  | Die Gejagten               | The Hunted            |
| 30  | Loch am Himmel             | Hole in the Sky       |
| 31  | Die Reise                  | The Journey           |
| 32  | Einen Meteoriten verfolgen | Tailing a Comet       |
| 33  | Die Legende beginnt        | The Legend Begins     |

### Staffel 4
| Nr. | deutscher Titel        | englischer Titel  |
| 34  | Ehrenkodex             | Code of Honor     |
| 35  | Das Wiedersehen        | Reunion           |
| 36  | Schandfleck            | Black Site        |
| 37  | Die Voltron Show       | The Voltron Show! |
| 38  | Der Blitzkrieg beginnt | Begin the Blitz   |
| 39  | Ein neuer Verteidiger  | A New Defender    |

### Staffel 5
| Nr. | deutscher Titel   | englischer Titel |
| 40  | Der Gefangene     | The Prisoner     |
| 41  | Blutduell         | Blood Duel       |
| 42  | Zarkons Nachfolge | Postmortem       |
| 43  | Kral Zera         | Kral Zera        |
| 44  | Familie           | Bloodlines       |
| 45  | Weißer Löwe       | White Lion       |

### Staffel 6
| Nr. | deutscher Titel                     | englischer Titel          |
| 46  | Das Omega Schild                    | Omega Shield              |
| 47  | Ein besonderes Messer               | Razor’s Edge              |
| 48  | Monster und Mana                    | Monsters & Mana           |
| 49  | Die Kolonie                         | The colony                |
| 50  | Die schwarzen Paladine              | The Black Paladins        |
| 51  | Alle guten Dinge                    | All Good Things           |
| 52  | Verteidiger des gesamten Universums | Defender of All Universes |

### Staffel 7
| Nr. | deutscher Titel            | englischer Titel       |
| 53  | Ein kleines Abenteuer      | A Little Adventure     |
| 54  | Der Weg nach Hause         | The Road Home          |
| 55  | Der Weg nach vorne         | The Way Forward        |
| 56  | Das Quiz                   | The Feud!              |
| 57  | Die Ruinen                 | The Ruins              |
| 58  | Das Ende der Reise         | The Journey Within     |
| 59  | Das letzte Gefecht, Teil 1 | The Last Stand, Part 1 |
| 60  | Das letzte Gefecht, Teil 2 | The Last Stand, Part 2 |
| 61  | Kenne deinen Feind         | Know Your Enemy        |
| 62  | Das Herz des Löwen         | Heart of the Lion      |
| 63  | Feuerprobe                 | Trial by Fire          |
| 64  | Das Löwenrudel, Teil 1     | Lions’ Pride, Part 1   |
| 65  | Das Löwenrudel, Teil 2     | Lions’ Pride, Part 2   |

### Staffel 8
| Nr. | deutscher Titel           | englischer Titel         |
| 66  | Startvorbereitungen       | Launch Date              |
| 67  | Schatten                  | Shadows                  |
| 68  | Das Gefangenendilemma     | The Prisoner’s Dilemma   |
| 69  | Kampfwunden               | Battle Scars             |
| 70  | Der Groll                 | The Grudge               |
| 71  | Ursprung                  | Genesis                  |
| 72  | Tag 47                    | Day Forty-Seven          |
| 73  | Strahlentag               | Clear Day                |
| 74  | Ritter des Lichts: Teil 1 | Knights of Light, Part 1 |
| 75  | Ritter des Lichts: Teil 2 | Knights of Light, Part 2 |
| 76  | Unbekannte Regionen       | Uncharted Regions        |
| 77  | Der Zenit                 | The Zenith               |
| 78  | Das Ende ist der Anfang   | The End is the Beginning |

## Comics
- 2019: Tim Hedrick: Voltron - Legendärer Verteidiger 1, Cross Cult, ISBN  978-3959819428
- 2019: Tim Hedrick: Voltron - Legendärer Verteidiger 2, Cross Cult, ISBN  978-3959819466

## Trivia
- In der Serie sind mehrere Eastereggs mit Hinweisen und Sidekicks zur Serie Voltron: Verteidiger des Universums enthalten. So tragt Shiros Pendant aus dem Paralleluniversum den Namen Sven, dies ist der Name den Shiro in der amerikanischen Version trug. In der ersten Episode der 8. Staffel schaut Pidge eine Folge aus der ersten Voltron Serie und regt sich darüber auf, dass sie nicht so klingt.